# Federalist-Artikel Nr. 2

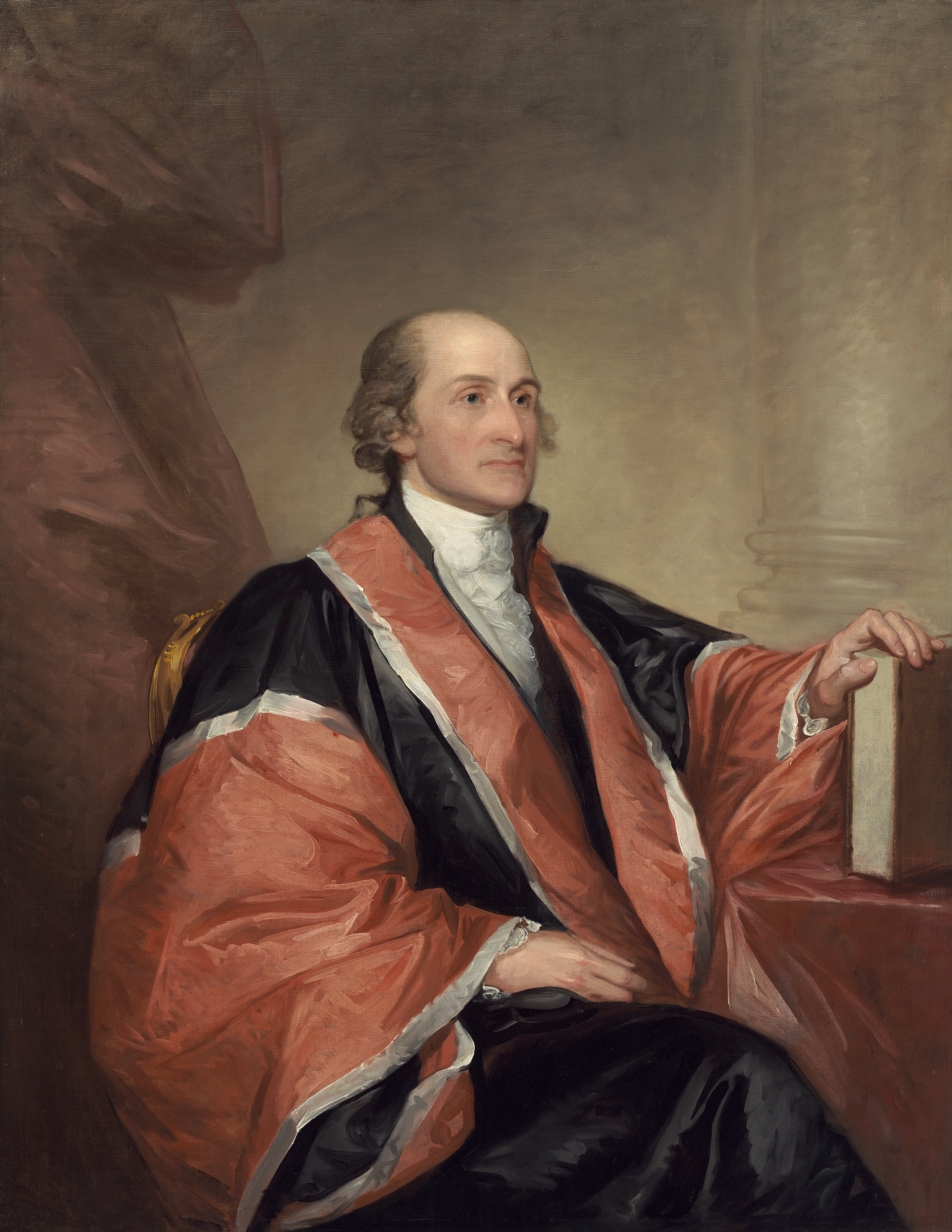
John Jay, Autor des Federalist-Artikels Nr. 2

Der Federalist-Artikel Nr. 2 ist ein Essay von John Jay, einem der Gründerväter der Vereinigten Staaten. Die Veröffentlichung ist die zweite einer Reihe von 85 Aufsätzen, die 1787–88 in den Zeitungen Independent Journal, New-York Packet und Daily Advertiser erschienen und unter dem Namen Federalist Papers bekannt geworden sind. Artikel Nr. 2 wurde am 31. Oktober 1787 unter dem Titel „Über die Gefahren fremder Gewalt und Einflüsse“ (Concerning Dangers from Foreign Force and Influence) im Independent Journal unter dem Pseudonym „Publius“ veröffentlicht.
In seinem ersten von insgesamt vier Beiträgen zu den Federalist Papers widmet sich Jay gänzlich den Vorteilen der einheitlichen Souveränität eines Bundesstaats gegenüber einzelnen Regierungen in einem Staatenbund. Er legt dar, dass die geografische Einheit des Landes sowie die Einheit der Bevölkerung eine einheitlichen Regierung nahelegt, während eine Aufteilung in einzelne souveräne Staaten das Weiterbestehen der Union gefährden würde.

## Geschichtlicher Hintergrund
Die 1777 verabschiedeten Konföderationsartikel (Articles of Confederation) der Vereinigten Staaten hatten sich schon wenige Jahre nach ihrer Ratifizierung 1781 als unzureichend erwiesen, um eine effiziente Regierung des Staatenbunds zu gewährleisten. 1787 war die Philadelphia Convention einberufen worden, um die Artikel zu überarbeiten, hatte im Ergebnis aber eine neue Verfassung entworfen. Im September 1787 wurde der Entwurf zur Ratifizierung an Verfassungskonvente in den einzelnen Staaten geleitet. Ab September 1787 agitierten die Gegner der Föderation („Anti-Federalists“) in Zeitungsartikeln gegen die Ratifizierung des Verfassungsentwurfs. Diesen entgegneten auf Seiten der Föderalisten die Aufsätze von Alexander Hamilton, James Madison und John Jay.

## Argumentation
Jay leitet seinen Artikel mit der Bemerkung ein, seine Argumentation richte sich an diejenigen, die meinten, dass eine Aufteilung der Vereinigten Staaten nützlicher sei als ihre Einheit. Ihnen wolle er entgegenhalten, dass ein Land mit Hilfe eines starken politischen Systems regiert werden müsse:

„Nichts ist so gewiß wie die absolute Notwendigkeit von Regierung; es ist ebenso unbestreitbar, daß wo immer und wie immer sie eingerichtet wird, das Volk einige seiner Naturrechte abtreten muß, um sie mit den notwendigen Kompetenzen auszustatten. Deshalb ist es wohl der Überlegung wert, ob es stärker im Interesse der Bevölkerung Amerikas liegt, für alle allgemeinen Aufgaben eine Nation mit einer Bundesregierung zu bilden, oder sich in separate Konföderationen aufzuteilen, die ihren jeweiligen Spitzen dieselben Kompetenzen übertragen, wie sie nach diesem Vorschlag dem Bund auf nationaler Ebene übertragen werden sollen.“

Jay argumentiert mit der geografischen Einheit des Landes und seiner der Kommunikation, gegenseitigen Hilfeleistung und dem Handel günstigen Verkehrswege. Als ähnlich einheitlich beschreibt er auch die Bevölkerung des Landes, die in gemeinsamem Einsatz die Unabhängigkeit des Landes errungen habe.

„Dieses Land und dieses Volk scheinen füreinander geschaffen, und es erscheint geradezu als Plan der Vorsehung, daß ein Erbe, das so richtig und passend für eine Schar von Brüdern ist, die einander durch die stärksten Bande verbunden sind, nie in eine Vielzahl egoistischer, eifersüchtiger und einander fremder souveräner Mächte gespalten werden soll.“

Die Articles of Confederation seien in den unruhigen Zeiten des Amerikanischen Unabhängigkeitskriegs entstanden. Ihre Eignung als Verfassung habe sich bei ihrer Erprobung nicht bestätigt, so dass sich politisch erfahrene, lebenskluge Männer aus allen Bundesstaaten in der Philadelphia Convention zusammengefunden hätten, um in friedlicheren Zeiten in Ruhe über notwendige Verbesserungen zu beraten. Wenn das Volk in der Vergangenheit dem Urteil der weitgehend unbekannten Verfasser der Konföderationsartikel vertraut habe, so bestehe nun noch viel mehr Grund, den Urhebern der vorgeschlagenen Verfassung zu vertrauen. Sowohl die Verfasser der Konföderationsartikel als auch diejenigen des neuen Verfassungsentwurfs seien von der Überzeugung geleitet gewesen, dass das Wohlergehen Amerikas von seiner Einheit abhänge.

„Diejenigen, die anstelle des Entwurfs des Verfassungskonventes eine Reihe separater Konföderationen vorschlagen, scheinen vorauszusehen, daß die Ablehnung dieses Entwurfs das Weiterbestehen der Union aufs äußerste gefährden würde.“